# Rèquiem per Matusalem
"Rèquiem per Matusalem" (títol original en anglès "Requiem for Methuselah") és el dinovè episodi de la tercera temporada de la sèrie de televisió de ciència-ficció estatunidenca Star Trek. Escrit per Jerome Bixby i dirigit per Murray Golden, es va emetre per primera vegada el 14 de febrer de 1969.
A l'episodi, la tripulació de l’ Enterprise es troba amb un humà immortal.
La seva retransmissió, el 2 de setembre de 1969, va ser l'última retransmissió oficial de la sèrie que es va emetre a NBC. Star Trek va aparèixer immediatament a redifusió el dilluns següent, 8 de setembre, tres anys després del seu debut.

## Argument
La tripulació de la nau estel·lar de la Federació Enterprise és afectada per la mortal febre Rigelliana, per a la qual l'únic tractament és el mineral ryetalina. El capità Kirk, el primer oficial Spock i l’oficial mèdic Dr. McCoy es transporten al planeta Holberg 917-G a la recerca de la substància i són atacats per un robot aerotransportat, que és desactivat pel seu mestre, Flint. Flint exigeix que marxin immediatament, però Kirk ordena a l’Enterprise que dispari els fasers a les seves coordenades si són atacats. Reconeixent un estancament, Flint accepta deixar-los romandre el temps suficient per obtenir la ryetalyna.
Flint ofereix l'ajuda del seu robot sentinella M4 per recollir el mineral i els acompanya a casa seva, que té una col·lecció d'art impressionant. Spock s'adona que la pinzellada de les pintures és idèntica a la de Leonardo da Vinci, però el seu tricorder indica que estan fetes amb materials moderns.
El grup es presenta a la jove pupil·la de Flint, Rayna Kapec, els pares de la qual, segons Flint, eren empleats seus. A proposta de Flint, Kirk juga al billar amb la Rayna, i ballen al ritme d'un vals tocat al piano per Spock. La música, aparentment de la mà de Johannes Brahms, està escrita amb tinta moderna. M4 torna amb un recipient de ryetalyna, però està contaminat amb irilium i, per tant, inútil. Flint demana disculpes i acompanya M4 a la recerca de més ryetalyna.
Quan Kirk fa un petó a la Rayna, M4 reacciona com si l'estigués atacant. Spock el destrueix amb el seu faser. L’Enterprise informa que no es pot trobar informació sobre Flint o Rayna. Una exploració amb tricorder revela que Flint té més de 6.000 anys.
La Rayna va a acomiadar-se de Kirk, que s'ha enamorat d'ella i li suplica que l'acompanyi. McCoy els diu que després de ser processat al laboratori de Flint, la ryetalyna va desaparèixer. Spock segueix les lectures del tricorder a una cambra de laboratori que conté no sols el ryetalyna, sinó una sèrie de cossos androides, tots etiquetats com "Rayna" i amb un número diferent que indica versions anteriors d'ella.
Flint revela la veritat. Va néixer l'any 3834 aC, i després de caure en batalla va descobrir que no podia morir. Flint ha viscut "les vides" com Matusalem, Alexandre el Gran, Salomó d'Israel, Llàtzer de Betània, Leonardo da Vinci, Brahms i molts altres. Va construir Rayna perquè fos la seva parella immortal i va manipular en Kirk perquè li ensenyés a estimar. Paranoic davant la possibilitat que la tripulació de l' Enterprise el reveli ell i la seva ubicació, Flint fa que l' Enterprise desaparegui de l'òrbita i reapareix com una miniatura de sobretaula al seu laboratori, amb els membres de la tripulació en animació suspesa. Proposa mantenir-los així fins a 2.000 anys. Rayna entra a l'habitació i s'oposa amb vehemència, així que restaura la nau al seu estat anterior. Quan Kirk confessa el seu amor per la Rayna i li suplica que marxi amb ell, esclata una baralla entre ell i Flint per la possessió de la Rayna. Rayna els atura, reclamant el seu dret a triar el seu propi futur, i després, aclaparada per la indecisió per por de fer mal a Kirk o Flint, mor.
De tornada a l’Enterprise, McCoy informa que les lectures de l'anterior exploració del tricorder mostren que Flint ha estat envellint amb normalitat des que va abandonar l'entorn de la Terra, i aviat morirà. Kirk s'adorm al seu escriptori després de comentar amb tristesa el destí de la Rayna, i Spock li fa un suggeriment per "oblidar" a la seva ment.

## Doblatge al català
L’episodi va ser doblat al català pels estudis Tecni-3 (primera part) i Diálogo (segona part) i emés a TV3 l’any 1989.
| Personatge                | Actor/actriu     | Veu en català                      |
| ------------------------- | ---------------- | ---------------------------------- |
| James T. Kirk             | William Shatner  | Jordi Boixaderas                   |
| Spock                     | Leonard Nimoy    | Isidre Sola i Llop                 |
| Leonard McCoy             | DeForest Kelley  | Eduard Lluís Muntada               |
| Montgomery Scott 'Scotty' | James Doohan     | Joan Carles Gustems Domènec Farell |
| Nyota Uhura               | Nichelle Nichols | Glòria Roig Azucena Díaz           |
| Hikaru Sulu               | George Takei     | Jaume Nadal Enric Cusí             |
| Flint                     | James Daly       | Federic Menescal                   |
| Rayna Kapec               | Louise Sorel     | Ana Pallejà                        |

## Producció i recepció
El cognom de Rayna, "Kapec", és un anagrama de Capek, després de Karel Čapek, l'obra del qual R.U.R. (Rossum's Universal Robots) (1920) va introduir el terme "robot".

### Recepció
En un rànquing del lloc Hollywood.com, Christian Blauvelt situa aquest episodi en la posició 58a dels 79 episodis de la sèrie original. En una ressenya del 2010, Zack Handlen de The A.V. Club va criticar l'escenari de la febre Rigelliana com a artificiós i va escriure que Flint fos nombrosos homes famosos de la història era completament irrellevant i contradictori amb la seva afirmació que havia mantingut un perfil baix per evitar que es descobrís la seva immortalitat. Va dir que tot i que l'escena final és destacable, es veu soscavada per l'amor obsessiu de Kirk per Rayna tan fora de paper com per ser increïble. Va donar l'episodi una C, resumint-lo com "oblidable". El 2017, Den of Geek va classificar "Rèquiem per Matusalem" com el 15è "millor pitjor" episodi de Star Trek: The Original Series, fent-se ressò de les crítiques de Handlen que Kirk s'enamorava tan intensament de Rayna a només quatre hores de conèixer-la va ser molt fora de paper.

### Anàlisi
Segons l'estudiós de fantasia i ciència-ficció Ace G. Pilkington, "Rèquiem per Matusalem" és una adaptació de Star Trek de la pel·lícula Forbidden Planet (1956). L'actriu Anne Francis va informar que Gene Roddenberry, el creador de Star Trek, havia parlat amb ella per treure algunes idees de Forbidden Planet. L'actor Leslie Nielsen va assenyalar les similituds entre Forbidden Planet i Star Trek, suggerint que la pel·lícula va servir com a pilot per a la sèrie de televisió.
Ruth Morse, una erudita shakespeariana, ha escrit sobre la influència de La tempesta a Forbidden Planet i Rèquiem per Matusalem. Flint, la poderosa reclusa, sembla estar basada en Pròspero i Matusalem. Rayna sembla ser la filla de Flint i es basa en Miranda, la filla de Pròspero. El gir aquí és que "Rayna-Miranda" (com l’anomena Morse) és un androide, no la filla de Flint. Flint espera que l'androide femení s'enamora d'ell. Flint ofereix coneixement i estimulació intel·lectual, però Rayna s'enamora de l' "irresistible" Kirk. L'androide femení s'enfronta a emocions noves i (per a ella) desconegudes, havent de triar entre dos homes. La pressió fa que s'autodestrueixi, la seva versió de la mort.

## Remasterització del 40è aniversari
Aquest episodi va ser remasteritzat el 2006 i es va emetre el 21 de juny de 2008 com a part de la Sèrie original remasteritzada. Va ser precedit una setmana abans del remasteritzat "Camí de l'Edèn" i seguit una setmana més tard pel remasteritzat "La cortina salvatge". Els canvis fets específics per a aquest episodi inclouen:
- La casa de Flint és ara una gran casa palatina, completa amb una torre d'observació. Originalment, la casa de Flint estava representada per una reutilització de la pintura mat de Rigel VII de "La gàbia".
- El planeta Holberg 917-G és ara més realista, amb dues llunes orbitant darrere seu.
- Es remasteritza l'efecte de la miniaturització de l'Enterprise des de l'espai.

## En altres mitjans
En diverses novel·les no canòniques de Star Trek, la tripulació es retroba amb el personatge Flint. The Cry of the Onlies de Judy Klass és una continuació de "Rèquiem per Matusalem" i "Miri". També es troba a The Eugenics Wars: The Rise and Fall of Khan Noonien Singh de Greg Cox com el Dr. Evergreen, un científic dels anys 80 que descobreix un forat a la capa d'ozó sobre l'Antàrtida, a Immortal Coil de Jeffrey Lang, i a Federation de Judith i Garfield Reeves-Stevens com al benefactor de Zefram Cochrane Micah Brack.
L'autor del guió de Star Trek, Jerome Bixby, escriuria un guió cinematogràfic al final de la seva vida que té molts elements argumentals d'aquesta història anterior, inclòs un home sense edat que té 14.000 anys, i ha estat estudiant de Buda, mentre que ell mateix va ser la base de la història de Jesús. Aquesta pel·lícula, The Man from Earth, es va estrenar el 2007.
En el còmic crossover Star Trek/Legió de Superherois, la tripulació de l'Enterprise uneix forces amb la Legió de Superherois per investigar una línia temporal alternativa on la Terra s'ha convertit en una galàxia conqueridora d'un imperi, aprendre que el dolent és l’immortal Vandal Savage, que resulta ser una versió alternativa de Flint, sent Flint un Vandal Savage que va donar l'esquena a la violència i la conquesta.
El personatge de Rayna apareix breument dues vegades sense parlar com una al·lucinació a l'episodi 4 de Star Trek Continues, "The White Iris", aquesta vegada interpretada per Gabriela Fresquez, l'eliminació de la memòria de Kirk per part de Spock després d'haver estat afluixada per una lesió cerebral i una fàrmac experimental. Atès que Star Trek Continues segueix directament del final de la sèrie original Star Trek, és de suposar que "The White Iris" es produeix només unes setmanes després dels esdeveniments de "Rèquiem per Matusalem".

## Publicacions en vídeo casolà
Aquest episodi es va publicar al Japó el 21 de desembre de 1993 com a part del conjunt complet de LaserDisc de la temporada 3, Star Trek: Original Series log.3. També es va incloure un tràiler d'aquest i dels altres episodis, i l'episodi tenia pistes d'àudio en anglès i japonès. El títol de la portada era スター・トレック TVサードシーズン.
Aquest episodi es va incloure a la caixa de DVD remasteritzada de la temporada 3 de TOS, amb la versió remasteritzada d'aquest episodi.